# Antonio Benedetto Antonucci
Antonio Benedetto Antonucci (Subiaco, 17 de setembro de 1798 - Ancona, 28 de janeiro de 1879) foi um cardeal e arcebispo católico italiano.

## Biografia
Ele nasceu em uma família originalmente de Gubbio, filho de Gregorio e Maria Scolastica Ciaffi. Alguns de seus ancestrais ocupavam a posição de gonfaloniere. Estudou humanidades e filosofia em Subiaco. No Colégio Romano obteve o doutorado em teologia em 7 de setembro de 1823, ao qual acrescentou o grau in utroque iure obtido na Universidade de Sapienza em 22 de julho de 1826.
Em 22 de setembro de 1821 foi ordenado sacerdote. A partir de 1824 foi professor de direito civil e penal. A partir de 1829 ocupou cargos diplomáticos na Holanda, onde permaneceu até 1840.
Em 17 de dezembro de 1840 foi nomeado bispo de Montefeltro e em 18 de julho de 1841 foi consagrado bispo em Roma pelo cardeal Luigi Emmanuele Nicolo Lambruschini.
Em 22 de julho de 1842 foi transferido para a diocese de Ferentino, de onde em 25 de julho de 1844 foi promovido a arcebispo titular de Tarso, com o cargo de núncio apostólico junto ao rei da Sardenha.
Em 5 de setembro de 1851 foi transferido para a diocese de Ancona e Umana.
O Papa Pio IX elevou-o ao posto de cardeal no consistório de 15 de março de 1858 e em 18 de março do mesmo ano recebeu o título de Santos Silvestro e Martino ai Monti.
Participou do Concílio Vaticano I e do conclave de 1878, que elegeu o Papa Leão XIII.
Ele morreu em Ancona e foi enterrado no cemitério da cidade.

## Link externo
Antonio Benedetto Antonucci
Antonio Benedetto Antonucci